# Rubria sanguinosa
Rubria sanguinosa är en insektsart som beskrevs av Carl Stål 1865. Rubria sanguinosa ingår i släktet Rubria och familjen dvärgstritar. Inga underarter finns listade i Catalogue of Life.